# ココナッツメンズクラブ
ココナッツメンズクラブ（Coconuts Men's Club）は、日本の音楽グループ。

## 概要
1995年 島英二は３人で「ココナッツクラブ」を結成した。[1]
2013年、新たに「ココナッツメンズクラブ」を結成した。[1]
現メンバーは島 英二を始め６人[2]
「MY　DREAM MY LIFE 　ポラリスを探して」[3]
主に「銀座タクト」「ケネディハウス銀座」にて活躍している。[3]